# 云阳公主
雲陽公主（？—987年），宋朝公主，是中国宋朝秦王赵廷美的长女。
宋太宗即位后，把弟弟赵廷美的女儿都封为公主。云阳公主嫁给韩重赟的儿子韩崇业。太平兴国七年（982年）四月，西京留守、秦王赵廷美罢职归第，贵州防御使赵德恭等仍为皇侄；皇侄女去云阳公主之号。云阳公主随韩崇业贬到房陵。赵廷美死后，韩崇业起为静难军行军司马。雍熙三年（986年），授韩崇业为宁州刺史。雍熙四年（987年）正月，雲陽公主去世，宋太宗輟朝三日，葬在宁州境。咸平四年（1001年），宋真宗追封公主为虢国长公主。